# ヒロ杉山
ヒロ杉山（ヒロすぎやま、1962年7月9日 - ）は、日本のイラストレーター、デザイナーである。京都造形芸術大学の客員教授も務める。
有名人のポートレート作品を多数制作しており、ヒロ杉山またはエンライトメントの名義でみのもんた、アントニオ猪木、鳩山由紀夫を描いた民主党のポスターなど、多数の作品を発表している。一連の作品はアンディ・ウォーホルのポートレート・シリーズとも比較される。木村拓哉をCGにして動かすTBCのCMは大きな反響を呼んだ。このほかTシャツ・フライヤーのデザイン、書籍の表紙、CDジャケットのデザイン、業界団体のキャラクターデザイン（箭内道彦と共同）、テイ・トウワのVJなど、その活動は多岐にわたる。

## 略歴
東京生まれ。東洋美術学校在学中にイラストレーター湯村輝彦の事務所にアルバイトで入り、湯村に師事。デザイナーとして6年半勤める。1987年、谷田一郎と近代美術集団を結成。
1989年、日本グラフィック展外国審査員賞受賞。
1991年、別名の竹屋すごろく名義でイラストレーション誌『ザ・チョイス』のグランプリを受賞。
1997年米津智之とエンライトメントを設立。
エンライトメントの作り出すビジュアルは、デジタル表現時代の流れともリンクして大ブレイクする。テレビCM、ポスター、ミュージックビデオ、ミュージシャンのライブ映像などあらゆるメディアの仕事を請け負う。
2000年4月、渋谷パルコミュージアムにて、村上隆キュレーション／スーパーフラット展開催。その後、ロサンゼルス、ミネアポリス、シアトルへと巡回。エンライトメントの作品集「2 DELIGHT」発売。ロサンゼルスのスーパーフラット展のあと、ニューヨーク『ダイチプロジェクト』のジェフリー・ダイチからコンタクトがある。
2006年　ニューヨーク　ダイチプロジェクト［AFTER THE REALITY」グループショウ出展。
2008年ニューヨーク　ダイチプロジェクト［AFTER THE REALITY2」出展。
日本の「八百万の神」という古代日本の神観念をコンセプトに作品制作が始まり、初の彫刻作品にも挑戦。オープニングレセプションでは、テイトウワがDJをつとめる。
2021年 WATOWAギャラリーでの個展をきっかけに、ブラックペインティングのシリーズが始まる。ブラックペインティングのシリーズは、ウォーホル、ピカソやマチスといった作家の作品をシルエット化し、黒の絵の具の盛り上がりを極端につけて描いていく作品シリーズ。（シルエット化の作品は’90年代個展でも、ウルトラマンに出てくる怪獣をシルエット化した作品を制作）
「具象のモチーフをシルエット化し、黒で塗りつぶすというのは、そこにある情報を消していくことであり、抽象度を上げていく行為である。すなわち具象を抽象へ近づける作業であって、僕の作品制作のテーマの一つでもある「具象と抽象の挟間」にも通するのである」：ヒロ杉山
2022年　東京ルーフギャラリー（旧・ルーフミュージアム）で［SCULPTURE］個展。
2023年　ロサンゼルスのSPEEDYギャラリーで個展。
2023年1月13日-29日  京都府京都市下京区 「haku kyoto」ギャラリーにて「干支 兎 原画展」に参加。桑原茂一 編集発行『Freedom dictionary』No.209 うさぎカレンダー特集。参加アーティスト: 田中知之 しりあがり寿  ミック・イタヤ　安斎肇　ヒロ杉山  谷田一郎　若木信吾　寺田克也　福津宣人　植田工　上出惠悟　アワジトモミ　伊藤桂司。
2023年8月1日　桑原茂一編集・発行『freedom dictionary』モノクロームカラーズ/ヒロ杉山 特集。ヒロ杉山限定アートTシャツは、シルクスクリーンの名手・後藤康彰が担当。
8月25日 桑原茂一の『Pirate Radio海賊船』で選曲を担当。
2023年11月30日-2024年1月21日『アルテジオミュージアム』にて『freedom dictionary 』展in由布院　『芸術交円』。参加アーティスト：安齋肇　伊藤桂司　上出惠悟　谷田一郎　寺田克也　ヒロ杉山　福津宣人　MASAYO.Y  ミック・イタヤ
2024年4月 ルーフミュージアムでの二度目の個展 ［SCULPTURE］を開催。「この展覧会でブラックペインティングのシリーズは第二章に突入した。これまでモチーフは絵画だったのだが、今回のモチーフは彫刻である。アフリカの木彫りの彫刻、ギリシャ彫刻、現代美術の彫刻。絵画のような平面作品をシルエットにするには二次元から二次への変換なので、さほど違和感なく変換可能であるのに対して、彫刻は三次示であるので、それを変換し二次元のシルエットにするという行為は、かなり抽象度が高まる。同じ彫刻でも、どの角度から見た物をシルエット化するかによって、その面白さや見え方はかなり違ってくる。この展覧会のために彫刻作品→シルエット化というラフを800点近く制作し、その中から60点ほどピックアップしてキャンバスに描いた。もうひとつ新しいシリーズの特徴は、黒の絵具の盛り上がりで描くこれまでの方法をやめ、完全にフラットにしたことだ。画材もアクリル絵具からオイルステックに変え、シルエットを塗りつぶすという行為を強調した。子供の頃にクレヨンを使って色を塗りつぶし、絵を描くという行為の原点に戻った感覚を得た。すごく気持ちが良く無心になれた」：ヒロ杉山
2024年7月27日-8月18日 THE NORTH FACE STANDARD 京都にて「選曲とART：坂本龍一を偲ぶ会」出展。坂本龍一の初シングル『WAR HEAD (2002Remaster)』を選曲し、同タイトルの作品「WAR HEAD 2011」を出展。freedom dictionary オリジナルART-Tシャツ販売。参加アーティスト：伊藤桂司　ミック・イタヤ　谷田一郎　上野耕路　植田工　上出惠悟　ヒロ杉山　河村康輔　桑原茂一。
2024年9月14-12月1日　桑原茂一 主催『 freedom dictionary 』展in由布院#2 AGAVE ART展meet AGAVESSUMMIT 出展。参加アーティスト：ruteN（杉山歩）　オカダミカ　石浦マサル　那須慶子　竹井千佳　長嶺克洋　及川キーダ　スガミカ　Saori Ohwada   田中尚子　ヒロ杉山　綱中いづる　白根ゆたんぽ　伊藤桂司　名和晃平。
2024年7月27日-8月18日　THE NORTH FACE STANDARD 京都にて『freedom dictionary』桑原茂一 主催「選曲とART：坂本龍一を偲ぶ会」参加。参加アーティスト：伊藤桂司　ミック・イタヤ　谷田一郎　上野耕路　植田工　上出惠悟　ヒロ杉山　河村康輔　桑原茂一。
2024年10月4日-10月30日　京都 東福寺塔頭 光明院にて、『freedom dictionary 』桑原茂一 企画：ヒロ杉山  個展「国宝」開催。［SCULPTURE］シリーズの第二弾。モチーフは日本の国宝や重要文化財。京都 東福寺塔頭 光明院の枯山水庭園（波心庭）は､昭和の作庭家・重森三玲庭作。波心庭を前に自然光で鑑賞する展示形式は、晴れの日も雨の日も刻一刻と光の変化を楽しめる。夜は和蝋燭の灯りで鑑賞。今までにない展示方は、ルーフギャラリー協力、バーム職人によるオリジナル展示台が設計された。10月4日　ヒロ杉山・谷田一郎　対談「絵を描く人生て」。10月23日　『月見選曲』　桑原茂一　ヒロ杉山　鳥羽伸博。
2024年12月20日-2025年1月5日　六本木ヒルズA/Dギャラリーにて　ヒロ杉山 個展「国宝」。2024年10月に京都・東福寺塔頭光明院で開催された「国宝」シリーズに、 新作10点を加えて発表。
アート、グラフィックアート、イラストレーションの領域を超えた大型展示として2018年より開催を続ける「WAVE」展。2021～2023年にはロサンゼルス、サンパウロ、ロンドンへも巡回、合計17万人を超える記録的来場者数を経て日本のアートシーンの現況と独創性を伝える。国内での第7回を迎える『WAVE 2025』は◆前期「WAVE BLUE」◆後期「WAVE YELLOW」の2部構成となっており、国内外で活躍する著名アーティストから新進気鋭の才能あふれるアーティストまで、総勢47名の作品が展示。
『WAVE 2025』◆前期 WAVE BLUE：2025年1月24日（金）～2月11日（火・祝）◆後期WAVE YELLOW:2025年2月15日（金）～3月3日（月）会場 LURF GALLERY 1F・2F
企画・キュレーション｜高橋キンタロー・ヒロ杉山。主催・運営｜株式会社エンライトメント＋WAVE実行委員会、ルーフギャララリー。
■ 参加アーティスト
前期 WAVE BLUE　2025年1月24日(金)～2月11日(火・祝) agoera / 浅野忠信 / 一条美由紀 / 伊藤桂司 / 今関絵美 / 牛木匡憲 / 岡村一輝 / 片寄優斗 / Kumi Takahashi / サイトウユウスケ / 笹部紀成 / JUN KANEKO / 白根ゆたんぽ / スガミカ / 空山基 / 高木真希人 / 高橋キンタロー / 辰巳菜穂 / 田中麻記子 / 田辺ヒロシ / 都築まゆ美 / 手島領 / Terry Johnson / 永井博 / フルフォード素馨 / ミヤギユカリ / 目黒ケイ / 森口裕二 / もりさこりさ / 吉實恵 / 田名網敬一（特別参加）
後期 WAVE YELLOW　2025年2月15日(土)～3月3日(月) 梅本匡志 / 角田麻有 / 加藤崇亮 / 櫻井万里明 / 杉山日向子 / 谷田一郎 / 張霆 / 友沢こたお / 中島友太 / 成山亜衣 / 樋口裕政 / 野口清村 / 廣島新吉 / ヒロ杉山 / MIRANDA YOKOTA / ruteN / 田名網敬一（特別参加）ー